# Берзин, Рейнгольд Иосифович
Ре́йнгольд Ио́сифович (Я́зепович) Бе́рзин (Бе́рзиньш) (латыш.  Reinholds Bērziņš; 4 (16) июля 1888 года, имение Кинигсгоф, Вольмарский уезд, Лифляндская губерния — 19 марта 1938 года, Коммунарка, Московская область) — советский политический и военный деятель, активный участник Гражданской войны.

## Биография

### Начальная биография
Рейнгольд Иосифович Берзин родился 4 (16) июля 1888 года в имении Кинигсгоф Валмиерского уезда Лифляндской губернии в семье батрака.
В 1905 году Берзин вступил в РСДРП. Работал пастухом, затем — рабочим на фабрике, а с 1909 года — учителем. В 1911 году Берзин был арестован за распространение большевистской литературы и более года сидел в тюрьме.

### Первая мировая и Гражданская войны
В 1914 году Берзин был призван в армию, а в 1916 году окончил школу прапорщиков. В звании поручика принимал участие в Первой мировой войне, на фронте вёл большевистскую пропаганду.
В 1917 году был выбран на должность председателя исполкома 40-го армейского корпуса. В том же году стал членом исполкома и Военно-революционного комитета 2-й армии. В качестве делегата присутствовал на 2-м Всероссийском съезде Советов.
В конце 1917 года Берзин командовал латышским отрядом при захвате Ставки Верховного главнокомандующего в Могилёве. Участник убийства Н.Духонина, возглавлявшего Ставку.  В начале января 1918 года возглавил отряд, участвовавший в борьбе с войсками Центральной рады и ликвидации мятежа польского корпуса под командованием генерала Довбор-Мусницкого (2-я революционная армия).
С июня 1918 года являлся представителем Высшей военной инспекции Сибири и командующим Северо-Урало-Сибирским фронтом, а с июля по ноябрь того же года командовал 3-й армией, при этом с 13 июля 1918 года по 25 июля 1918 года был отстранен Лениным В И от должности командующего фронта и командования 3-й армией, в связи с участим в операции, под прикрытием в  Екатеринбурге, в "Доме особого назначения".
С декабря 1918 по июнь 1919 года Берзин работал инспектором армии Латвийской советской республики, а с 1919 по 1920 год входил в состав Реввоенсоветов Западного (август — декабрь 1919), Южного (декабрь 1919 — январь 1920 года), Юго-Западного (январь — сентябрь 1920) и Туркестанского (с сентября 1920 — по ноябрь 1921 и с декабря 1923 по сентябрь 1924) фронтов, а с июля 1924 года — Западного военного округа.

### Послевоенная деятельность
С 1922 года Берзин с семье жили в Москве — адрес: Денежный переулок,13.  
С демобилизацией из армии в 1924 году Рейнгольд Берзин с 1927 по 1937 годы занимал руководящие посты в военной промышленности и Наркомземе РСФСР.
10 декабря 1937 года Берзин, работая на тот момент управляющим трестом «Агротехзнание» Наркомата земледелия РСФСР, был арестован. 19 марта 1938 года расстрелян по приговору Военной коллегии Верховного суда СССР на расстрельном полигоне «Коммунарка» (Московская область).
В августе 1955 года Рейнгольд Берзин был реабилитирован.

## Награды
- Орден Красного Знамени (18.10.1922);
- Орден Красного Знамени Хорезмской народной советской республики (1924)
- Орден Красной Звезды Бухарской народной советской республики (28.10.1924)
- Орден Красного Полумесяца 1-й степени Бухарской народной советской республики (2.04.1925)[4]

## Сочинения
- Берзин Р. И. Дорожные заметки. Вопросы истории КПСС, 1963, № 12, стр 53-62
- Берзин Р. И. Мировая борьба за нефть. Главное Управление по Топливу. Москва. 1922
- Берзин Р. И. Вопросы топливоснабжения Республики. Главное Управление по Топливу. Москва. 1922
- Берзин Р. И. Топливоснабжение Урала за 1921-22 операционный год. Главное Управление по Топливу. Москва. 1922
- Берзин Р. И. Узкоколейные железные дороги на Правобережной Украине. Полев. штаб укртруд. армии. 1921
- Берзин Р. И. Неотложное в деле поднятия урожайности. Москва. 18 тип. «Мосполиграфа». 1929

## Семья
- Жена — Гильдегарт Яковлевна Димзе (1897—1998). После расстрела мужа была арестована как ЧСИР, отправлена в Акмолинский лагерь жен изменников Родины[5]. Ария и Маргарита остались в Москве; из квартиры их не выселили, но «уплотнили», оставив одну комнату.
- Дети:
  - Ария Рейнгольдовна Димзе (1919, Москва—1997, Москва), художник[6]. Окончила Московский текстильный институт (художественный факультет).
  - Маргарита Рейнгольдовна Димзе (1920, Киев—2015, Москва), художник-кукольник, жена поэта Николая Шатрова. Детей в браке не было. Занималась разработкой детских кукол и ёлочных игрушек. Среди её работ популярные в СССР куклы Витёк, Димка, Танюша, ёлочные игрушки Мишка с гармошкой и Зайчик с барабаном.
  - Внуки (сыновья Арии Рейнгольдовны; их отец — Абрек Захлулович Беньямин-Зоде, работал в министерстве строительства):
    - Арсен Абрикович Берзин (1944, Москва—2005, Пушкино), актёр.
    - Владимир Абрикович Беньямин-Зоде (1951—2010, Москва).
    - Внучка Арии Рейнгольдовны — Ксения Владимировна Балакирева (род. 1984) живет в Лондоне.